# Texas (гурт)
«Texas» — шотландський музичний гурт, заснований басистом Джонні МакЕлгоном в березні 1986 року. Лідером колективу є його вокалістка Шарлін Спітері.
Перший серйозний виступ гурту відбувся в березні 1988 року в дублінському університеті.
Назва гурту походить від фільму Віма Вендера «Париж, Техас».

## Склад
- Шарлін Спітері — вокал, гітара
- Еллі МакЕрлен — гітара
- Джонні МакЕлгон — бас
- Едді Кемпбелл — клавішні (з 1991)
- Тоні МакҐоверн — вокал, гітара (з 1999)
- Майкл Баністер — клавішні (з 2005)
- Кіт Майерс — ударні (з 2021)

###### Колишні учасники
- Стюарт Керр — вокал, ударні (1989—1991)
- Річард Гайнд — ударні (1991—1999)
- Майк Вілсон — ударні (1999—2001)
- Стів Вашинґтон — ударні (2001—2003)
- Ніл Пейн — ударні (2003—2006)
- Росс МакФарлейн — ударні (2011—2019)

## Дискографія
- Southside (1989) Велика Британія #3 (золотой), США #8-9
- Mothers Heaven (1991) Велика Британія #32
- Ricks Road (1993) Велика Британія #18 (золотий)
- White on Blonde (1996) Велика Британія #1 (6x платиновий)
- The Hush (1999) Велика Британія #1 (3x платиновий)
- The Greatest Hits (2000) Велика Британія #1 (6x платиновий)
- Careful What You Wish For (2003) Велика Британія #5 (золотий)
- Red Book (2005) Велика Британія #16 (золотий)
- The BBC Sessions (2007)
- The Conversation (2013)
- Texas 25 (2015)
- Jump on Board (2017)
- Hi (2021)